# クライエンゼン
クライエンゼン (Kreiensen) は、ドイツ連邦共和国ニーダーザクセン州ノルトハイム郡アインベック市に属す市区。2013年1月1日に合併された同市最大の市区である。

## 地理

### 位置
クライエンゼンは、南ニーダーザクセンのライネベルクラント地方に位置し、ハルツ山地やゾリング山地の前山地方にあたる。この町は北のヘレベルク山地、西南西のフーベ山地、北西のゼルター山地の間に位置する。クライエンゼンの中核地区をガンデ川が流れている。ガンデ川は、ライネ川にクライエンゼンとグレーネ地区近郊の川中島との間で北東から合流する支流である。

## 歴史
1826年1月1日、クライエンゼンにあった郵便の宿駅が閉鎖された。この宿駅がいつ設立されたかは不明である。
この町は鉄道の分岐点として特に重要な位置を占めている。1860年代に建設された東西方面のブラウンシュヴァイク南鉄道（旧ブラウンシュヴァイク国営鉄道）バート・ハルツブルク - ホルツミンデン - アルテンベーケン線と、南北方面のハノーファー南鉄道フランクフルト/ミュンヘン - ハンブルク線とがクライエンゼンで交差した。クライエンゼンはブラウンシュヴァイク公国に属したが、その南北はハノーファー王国の領土だったのである。その後、これに鉄道オステローデ - クライエンゼン線が接続した。駅舎は1880年代に建設された。
東西、南北のどちらの方角にも高速路線が建設され、ハノーファーとカッセルで交差するようになったため、1990年代にクライエンゼンはその重要性を喪失した。
2013年1月1日、アインベックに合併した。

## 文化と見所

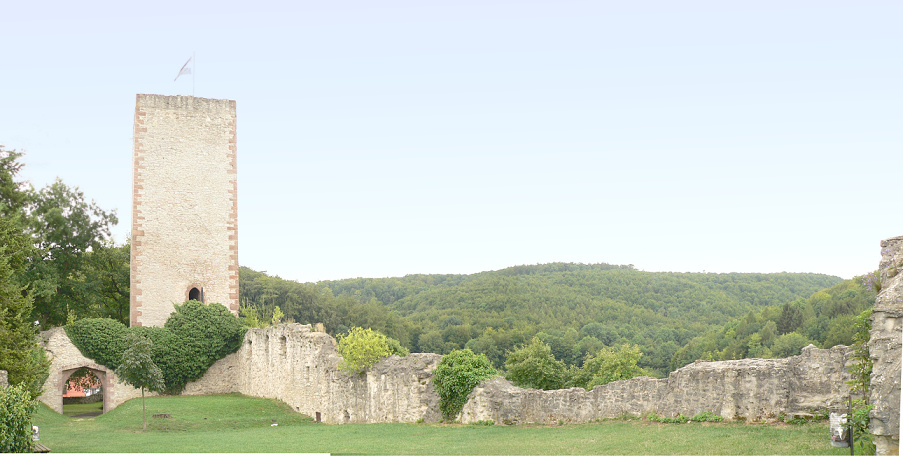
グレーネ城

### 建築
- 建築家フーベルト・シュティーア建造の堂々とした駅舎
- 海事友好会とクライエンゼン郷土会の会館
- グレーネ城: グレーネ地区のライネ渓谷の高台に建つ、1308年建造の中世の城砦
- グレーネ地区の連邦道B64号線を跨ぐ鉄道高架橋
- グレーネの郷土博物館
- グレーネのアムツパーク
- エルツハウゼン揚水発電所

### 年中行事
- 秋のダンスパーティー
- 5月のダンスパーティー
- 町の子供会のブルクフェスト
- SCグレーネのブルクディスコ
- グレーネのニコラウス市
- グレーネの歳の市　1732年から毎年9月末または10月初めに開催される。
- ハーフマラソン大会
- 第2アドヴェントのクライエンゼンのクリスマスマーケット
- グレーネ・アマチュア劇団の公演（2年ごと）

## 経済と社会資本

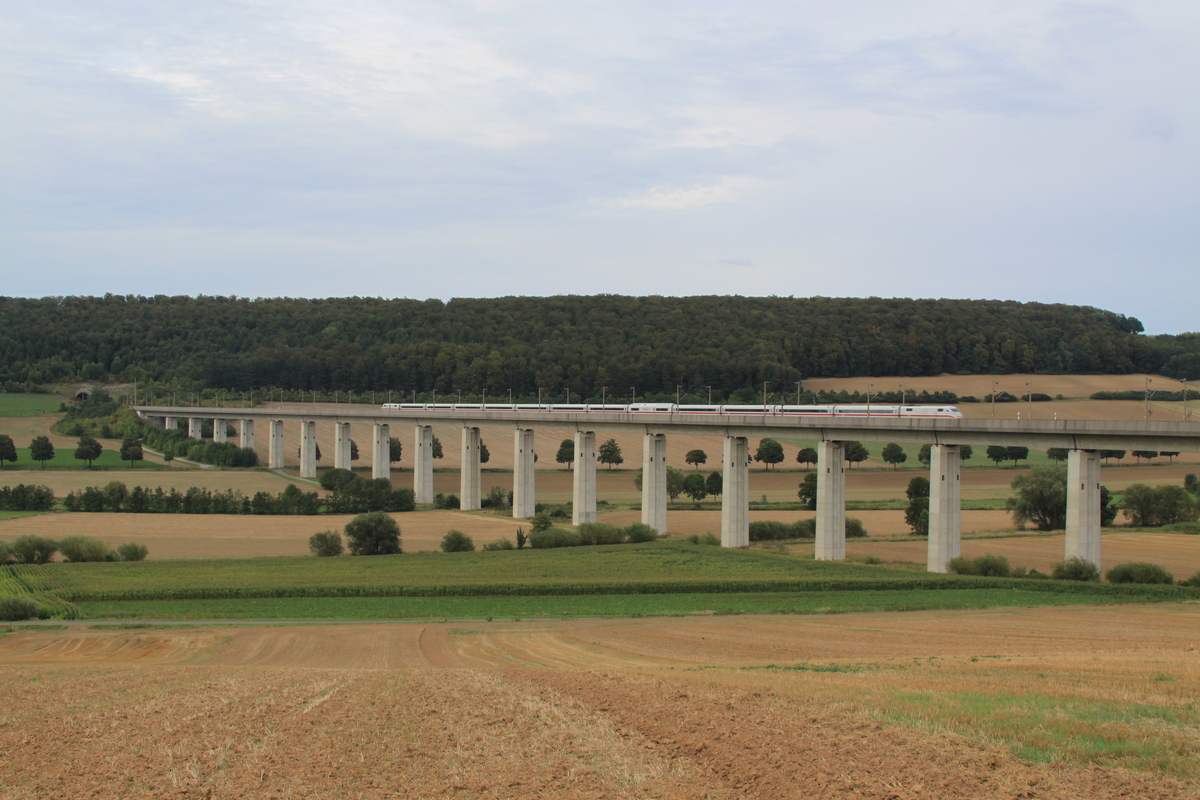
アウエルタール橋を渡るインターシティの列車

### 交通
クライエンゼン駅は2001年から根本的に近代化され、ハンブルクからフランクフルト・アム・マインへ南北方向に走るインターシティーの停車駅である。以下の路線の旅客列車は1時間ごとに発着する。
- メトロノーム鉄道ユルツェン - ハノーファー - ゲッティンゲン
- レギオナルバーン バート・ハルツブルク - ゴスラー - クライエンゼン - ホルツミンデン（ホルツミンデン方面は一部2時間毎）

また、ゼーゼン、ザルツギッターを経由してブラウンシュヴァイクへの列車が1日1往復ある。
2009年12月の時刻改定以降、クライエンゼンを発着するインターシティ列車の数は大幅に減便された。多くのインターシティはハノーファー南線を経由するのではなくハノーファー - ヴュルツブルク高速線を経由するようになった。わずかに3本のインターシティ列車がライネタールを経由し、以前の通りアルフェルト、ノルトハイム、クライエンゼンを通る。

### 教育
- 基礎課程学校 2校
- 本課程学校と実科学校があるクライエンゼン学校センター

## 人物

### 出身者
- フリッツ・マッケンゼン（1866年 - 1953年）画家

## 引用
1. ↑   Pressemitteilung des Wirtschaftsminiseriums auf suedharzstrecke.de, Bericht von Christian Haegele, Kommentare von Michael Reinboth